# NO MORE MUSIC
『NO MORE MUSIC』（ノーモアミュージック）は、OKAMOTO'Sの7枚目のオリジナルアルバム。2017年8月2日にアリオラジャパンから発売された。初回生産限定盤はレコーディングドキュメンタリー映像を収録。また、完全生産限定盤としてアナログ盤も発売された。

## 概要
今アルバムのタイトルについて、オカモトレイジの「気になる新譜が多すぎてもう追いつけなくて。そこで、一回、半年でいいから、世界中のミュージシャンが新作をリリースするのやめてくれないかなと思った」という聴き手的観点と、オカモトショウの「こんなに大量に曲を書いてるけど、本当に必要なのかわからない」「みんなイヤホンして歩いているけど、結局何が好きなの？って思いながら書いた曲たち」という作り手的な観点のふたつの目線からつけられている。「でもそういう気持ちごと書いてしまっているところも含めて、それぐらい音楽が好きだという気持ちをポジティヴな意味でとらえてくれたら嬉しい」とオカモトショウは述べている。
今回のアルバムを製作するにあたって、ファンキーやアダルト感、大人っぽさがキーワードとなっている。
また、メンバーが以前から好きなレッド・ホット・チリ・ペッパーズのアルバム『カリフォルニケイション』あたりの時代がテーマとして意識されている。
アルバム後半のオカモトコウキが作詞・作曲を手がけた曲については、「もともと好きだったAORやソフトロックだったり。もっと言うと、自分ははっぴいえんどや渋谷系が好きだった」「どんどん掘り下げていったら、もともと好きなものが溢れ出てきた」「自然と生まれたのがメロウな、メロディアスな曲だった」と述べている。

## 収録曲

### CD
| 全編曲: OKAMOTO'S（特記以外）。 |                                                           |                                |                                |       |
| #                               | タイトル                                                  | 作詞                           | 作曲                           | 時間  |
| 1.                              | 「90'S TOKYO BOYS」                                       | オカモトショウ                 | オカモトショウ・オカモトコウキ | 4:20  |
| 2.                              | 「BEDROOM」                                               | オカモトショウ                 | オカモトショウ                 | 3:30  |
| 3.                              | 「BROTHER」(編曲: OKAMOTO'S & NAOKI (LOVE PSYCHEDELICO）) | オカモトショウ                 | オカモトショウ                 | 4:07  |
| 4.                              | 「NEKO」                                                  | オカモトショウ                 | オカモトショウ                 | 5:17  |
| 5.                              | 「Cold Summer」(編曲: オカモトレイジ・OKAMOTO'S)          | オカモトショウ                 | オカモトショウ・オカモトレイジ | 4:38  |
| 6.                              | 「NO MORE MUSIC」                                         | オカモトショウ                 | オカモトショウ                 | 3:47  |
| 7.                              | 「WENDY」(編曲: 堂島孝平・OKAMOTO'S)                      | オカモトコウキ                 | オカモトコウキ                 | 4:37  |
| 8.                              | 「時差」                                                  | オカモトコウキ                 | オカモトコウキ                 | 5:11  |
| 9.                              | 「SAVE ME」                                               | オカモトショウ・オカモトコウキ | オカモトショウ・オカモトコウキ | 3:29  |
| 10.                             | 「ハーフムーン」                                          | オカモトコウキ                 | オカモトコウキ                 | 5:02  |
| 合計時間:                       | 合計時間:                                                 | 合計時間:                      | 合計時間:                      | 43:58 |

### 初回生産限定盤DVD
| #  | タイトル                                | 作詞 | 作曲・編曲 |
| -- | --------------------------------------- | ---- | ---------- |
| 1. | 「NO MORE MUSIC RECORDING DOCUMENTARY」 |      |            |

### 楽曲解説
1. 90'S TOKYO BOYS
  - メンバーが起用されたadidasのCAMPUSシリーズキャンペーンに使用された[6]。
  - ミュージックビデオは山田健人が監督を務めている[7]。
  - ハマ・オカモトはこの曲について「OKAMOTO'Sなりのレッチリらしさを体現できた」と述べている[5]。
2. BEDROOM
3. BROTHER
  - 9thシングル。Netflix配信ドラマ『火花』主題歌。
  - LOVE PSYCHEDELICOのNAOKIプロデュース。
4. NEKO
  - ミニアルバム「BL-EP」収録。
5. Cold Summer
  - オカモトレイジは、2000年代以降のヒップホップとロックが混ざっているが、ラウドロックではない新しいサウンドになったと述べている[5]。
6. NO MORE MUSIC
  - オカモトショウは、ABBAを意識していると述べている[8]。
7. WENDY
  - 堂島孝平プロデュース。依頼の理由についてオカモトコウキは、「ウォール・オブ・サウンドや、大瀧詠一さんや山下達郎さんの楽曲が持つ空気感がもともと好きで、そういう曲を作りたいと思って作りました。今そういうことができる人が誰かいるかなと。堂島孝平さんは現代の杉真理さんの様な人なので、そういうテーマを汲んでやってくれるのではないか」と述べている[8]。
8. 時差
  - NHK BSプレミアム『嘘なんてひとつもないの』主題歌[9]。
  - INO hidefumiがローズ・ピアノとピアニカで参加している[10]。
9. SAVE ME
  - オカモトショウは「もともとは雰囲気のいいヨーロッパのインディーズバンドのような、アコースティックな曲のイメージでした」「コウキが後半にスタジアム・ロックを彷彿とさせるアレンジを戻してきて」とこの曲の経緯について述べている[11]。
10. Star Light
  - オカモトショウは「この曲のアウトロがOKAMOTO'Sの中で一番カッコいいと思っています」と述べている[12]。